# Sessei
Sessei (摂政) est le poste le plus élevé du gouvernement du royaume de Ryūkyū après celui du souverain ; le sessei joue le rôle de conseiller royal ou national. Dans l'okinawaïen de l'époque, la prononciation est plus proche de shisshii, et change à une date relativement récente. Bien que les mêmes sinogrammes qui composent le mot sessei en okinawaïen moderne sont lus comme le sesshō japonais, la position n'est pas tout à fait la même, et le poste de Ryūkyū n'est pas dérivé du modèle ou du système japonais.
Le sessei travaille aux côtés du roi et du sanshikan (« conseil des Trois ») pour élaborer et promulguer les lois, quoique le roi devient de plus en plus une figure de proue au cours de la période où Ryūkyū est une extension du domaine féodal de Satsuma (1609-1870). Comme la plupart des fonctionnaires du gouvernement Ryūkyū de l'époque, la majorité des sessei sont nommés à partir de la classe d'élite des yukatchu, érudits de sujets chinois originaires du village de Kume.
Selon le Miroir de Chūzan (中山の世鑑, Chūzan no sekan), le texte classique de l'histoire des îles Ryūkyū par le sessei Shō Shōken, les sessei ont toujours été une partie intégrante du système du royaume de Ryūkyū et ont été initialement nommés par Eisō. Les trois hommes qui occupent la fonction de sessei lors de la première dynastie Shō des rois des Ryukyu sont chinois, mais à partir de la seconde dynastie Shō, les sessei sont des Ryūkyūans de naissance. Les fonctionnaires royaux, parfois princes, choisissent le sessei, et la nomination s'ensuit avec un rang et un titre appropriés, souvent celui de « prince », en dépit de ce que les sessei sont par essence des bureaucrates et non des membres de la lignée royale. Il n'est pas rare de conférer un tel titre à toute personne qui rend de grands services au royaume, bien que les droits de succession et autres droits royaux semblables qu'implique le titre de « prince » n'accompagnent pas un tel honneur.
Alors que la plupart des sessei jouent essentiellement le rôle de fonctionnaires et membres privilégiés de l'entourage royal, Shō Shôken, qui occupe le poste de 1666 à 1673, est surtout connu pour son rôle de législateur, mettant en œuvre un grand nombre de réformes importantes et bénéfiques au cours de son bref mandat.

## Liste desSessei
| Nom                                                      | Durée du mandat | Roi                     |
| -------------------------------------------------------- | --------------- | ----------------------- |
| Eisō 英祖                                                | 1253-1259       | Gihon                   |
| Aranpō 亜蘭匏                                            | ?-1406?         | Satto, Bunei            |
| Tei Fuku 程復                                            | 1411-?          | Shō Shishō              |
| Ō Mō 王茂                                                | 1411-?          | Shō Shishō              |
| Kaiki 懐機                                               | 1428-?          | Shō Hashi, Shō Shitatsu |
| Shō Kō Gushichan Wōji Chōsei 尚宏 具志頭 王子 朝盛       | 1589-1610       | Shō Nei                 |
| Kikuin Sōi 菊隠宗意                                      | 1611-?          | Shō Nei                 |
| Shō Hō Sashiki Wōji Chōshō 尚豊 佐敷 王子 朝昌           | 1617-1621       | Shō Nei                 |
| Shō Sei Kin Wōji Chōtei 尚盛 金武 王子 朝貞              | 1629-1654       | Shō Hō, Shō Shitsu      |
| Shō Kyō Gushikawa Wōji Chōei 尚亨 具志川 王子 朝盈       | 1654-1666       | Shō Shitsu              |
| Shō Shōken Haneji Wōji Chōshū 尚象賢 羽地 王子 朝秀      | 1666-1675       | Shō Shitsu, Shō Tei     |
| Shō Kōki Ōzato Wōji Chōryō 尚弘毅 大里 王子 朝亮         | 1676-1686       | Shō Tei                 |
| Shō Ki Kin Wōji Chōkō 尚凞 金武 王子 朝興                | 1688-1688       | Shō Tei                 |
| Shō Kōsai Chatan Wōji Chōai 尚弘才 北谷 王子 朝愛        | 1689-1705       | Shō Tei                 |
| Shō Kō Oroku Wōji Chōki 尚綱 小禄 王子 朝奇              | 1705-1712       | Shō Tei, Shō Kei        |
| Shō Yū Tomigusuku Wōji Chōkyō 尚祐 豊見城 王子 朝匡      | 1712-1722       | Shō Kei                 |
| Shō Tetsu Chatan Wōji Chōki 尚徹 北谷 王子 朝騎          | 1722-1739       | Shō Kei                 |
| Shō Seibo Nakijin Wōji Chōgi 尚宣謨 今帰仁 王子 朝義     | 1755-1770       | Shō Boku                |
| Shō Wa Yuntanza Wōji Chōkō 尚和 読谷山 王子 朝恒         | 1770-1785       | Shō Boku                |
| Shō To Urasoe Wōji Chōō 尚図 浦添 王子 朝央              | 1794-1797       | Shō Boku, Shō On        |
| Shō Shū Yoshimura Wōji Chōgi 尚周 義村 王子 朝宜         | 1798-1802       | Shō On                  |
| Shō Tairetsu Yuntanza Wōji Chōei 尚太烈 読谷山 王子 朝英 | 1803-1816       | Shō Sei, Shō Kō         |
| Shō Yō Ginowan Wōji Chōshō 尚容 宜野湾 王子 朝祥         | 1817-1820       | Shō Kō                  |
| Shō Teihan Haneji Wōji Chōbi 尚廷範 羽地 王子 朝美       | 1822-1831       | Shō Kō                  |
| Shō Kai Tomigusuku Wōji Chōshun 尚楷 豊見城 王子 朝春    | 1831-1832       | Shō Kō                  |
| Shō Genro Urasoe Wōji Chōki 尚元魯 浦添 王子 朝憙        | 1835-1852       | Shō Iku, Shō Tai        |
| Shō Ton Ōzato Wōji Chōkyō 尚惇 大里 王子 朝教            | 1852-1861       | Shō Tai                 |
| Shō Kōkun Yonagusuku Wōji Chōki 尚宏勲 与那城 王子 朝紀  | 1861-1872       | Shō Tai                 |
| Shō Ken Ie Wōji Chōchoku 尚健 伊江 王子 朝直             | 1872-1875       | Shō Tai                 |

## Source
- (en) Cet article est partiellement ou en totalité issu de l’article de Wikipédia en anglais intitulé « Sessei » (voir la liste des auteurs).

- Gregory Smits, Visions of Ryukyu: Identity and Ideology in Early-Modern Thought and Politics, Honolulu, University of Hawai'i Press, 1999.